# Karl Bäßler (Politiker)
Karl Bäßler (* 23. Mai 1915 in Leipzig; † 9. Februar 1997 in Windeck) war ein deutscher Politiker (SPD).
In der Weimarer Republik war Bäßler Mitglied des Deutschen Metallarbeiter-Verbands, der SAJ und der SPD. Nach dem Zweiten Weltkrieg war er kurze Zeit Nachrücker in der Berliner Stadtverordnetenversammlung für Helmut Mattis (1905–1987).